# Вторинні мінерали
Мінерали вторинні — мінерали, що утворилися внаслідок хімічного вивітрювання або заміщення мінералів, що раніше виділилися. Зустрічаються часто, особливо в поверхневих зонах земної кори, де утворюються при процесах гіпергенезу. Перехід первинних мінералів у вторинні мінерали супроводжується виносом і обміном речовини з навколишнім середовищем.

## Приклади
Приклад 1: перехід халькопіриту CuFeS2 у вторинний борніт Cu5FeS4.
Вторинні мінерали можуть утворюватися і при зміні кристалічної структури речовини зі збереженням хімічного складу.
Приклад 2: кубічний халькозин переходить в ромбічний.